# Valgejõgi
Valgejõgi (estonsky doslova „Bílá řeka“; na horním toku zvána též Piisupi jõgi) je řeka na severu Estonska, která vytéká z Porkunského jezera v Pandiverské vysočině a vlévá se na území města Loksa do Harského zálivu, jedné z postranních zátok Finského zálivu, který je součástí Baltského moře.

## Geografie
Valgejõgi postrádá významné přítoky. Její povodí je protáhlé a úzké, dominují mu lesy a mokřady (více než 2/3 celkové plochy). Zemědělsky využitelná půda je soustředěna v pravé horní části povodí, zatímco lesy dominují ve střední a nižší části, kde řeka hraničí s přírodní rezervací Põhja-Kõrvemaa a protéká přes národní park Lahemaa. Město Loksa (při ústí řeky) a Tapa (přibližně 17 km od pramene) jsou jedinými většími sídly na této řece.

### Nõmmeveský vodopád
19 km od delty proti proudu řeky se vodní tok přelévá přes okraj Baltsko-ladožské terasy (tzv. Baltský klint), čímž poblíž vesnice Nõmmeveski tvoří vodopád padající do několik desítek metrů hlubokého a pár stovek metrů dlouhého kaňonu. Vodopád i kaňon jsou populární turistickou destinací národního parku Lahemaa.